# Antarcturus signiensis
Antarcturus signiensis là một loài chân đều trong họ Antarcturidae. Loài này được White miêu tả khoa học năm 1979.